# Orthosia ligata
Orthosia ligata là một loài bướm đêm trong họ Noctuidae.